# Fédération d'Afghanistan de football
La Fédération d'Afghanistan de football (Afghanistan Football Federation (en) AFF) est une association regroupant les clubs de football d'Afghanistan et organisant les compétitions nationales et les matchs internationaux de la sélection d'Afghanistan.
La fédération nationale d'Afghanistan est fondée en 1933. Elle est affiliée à la FIFA depuis 1948 et est membre de l'AFC depuis 1954.